# Cikangkareng
Cikangkareng is een bestuurslaag in het regentschap Cianjur van de provincie West-Java, Indonesië. Cikangkareng telt 4825 inwoners (volkstelling 2010).